# شوجو كاجيكي ريفوي ستارلايت
شوجو كاجيكي ريفوي ستارلايت (少女☆歌劇 レヴュー・スタァライト Shōjo☆Kageki Revū Sutāraito) هو من وسائل الإعلام الامتيازية اليابانية التي تم إنشاؤه في عام 2017 من خلال بوشيرود و نيلكي بلانين. وهو يتألف من الموسيقى، التي أُجريت في الفترة بين  سبتمبر 22 و 24 سنة 2017 في مسرح طوكيو AiiA 2.5، فالمسلسل الأنمي التلفزيوني من طرف كينيما سيتروس وهذا من المقرر عرضهُ من 12 يوليو 2018.

## الشخصيات
Karen Aijō (愛城 華恋 Aijō Karen)
أداء صوتي: Momoyo Koyama
Hikari Kaguya (神楽 ひかり Kaguya Hikari)
أداء صوتي: سوزوكو ميموري
Maya Tendō (天堂 真矢 Tendō Maya)
أداء صوتي: Maho Tomita
Jun'na Hoshimi (星見 純那 Hoshimi Jun'na)
أداء صوتي: Hinata Satō
Mahiru Tsuyuzaki (露崎 まひる Tsuyuzaki Mahiru)
أداء صوتي: Haruki Iwata
Nana Daiba (大場 なな Daiba Nana)
أداء صوتي: Moeka Koizumi
Claudine Saijō (西條クロディーヌ Saijō Kurodīnu)
أداء صوتي: Aina Aiba
Futaba Isuruzaki (石動 双葉 Isuruzaki Futaba)
أداء صوتي: Teru Ikuta
Kaoruko Hanayagi (花柳 香子 Hanayagi Kaoruko)
أداء صوتي: Ayasa Itō

## وصلات خارجية
- شوجو كاجيكي ريفوي ستارلايت على موقع ميوزك برينز (الإنجليزية)
- شوجو كاجيكي ريفوي ستارلايت على موقع ميوزك برينز (الإنجليزية)
- شوجو كاجيكي ريفوي ستارلايت على موقع ميوزك برينز (الإنجليزية)
- الموقع الرسمي
 (باليابانية)